# Haplorchis
Haplorchis ist eine Gattung der Saugwürmer aus der Familie der Heterophyidae. Es handelt sich um Dünndarmparasiten des Menschen und fischfressender Säugetiere und Vögel. Die von ihnen ausgelöste Erkrankung wird als Haplorchiasis bezeichnet. Die Gattung ist dadurch charakterisiert, dass nur ein Hoden ausgebildet ist, der Bauchsaugnapf klein und bewaffnet ist und ein Gonotyl fehlt. Das Verbreitungsgebiet erstreckt sich über ganz Südasien bis Australien. Typspezies ist Haplorchis pumilio.
Haplorchis-Arten haben einen Entwicklungszyklus über zwei Zwischenwirte. Der erste sind Schnecken, der zweite Süßwasserfische. In letzteren entwickeln sich die infektiösen Metazerkarien, die über einen langen Zeitraum überleben. Selbst nach 27 Wochen nimmt ihre Zahl nicht signifikant ab.
Zur Gattung gehören acht Arten:
- Haplorchis parapumilio Pearson & Ow-Yang, 1982
- Haplorchis parataichui Pearson, 1964
- Haplorchis paravanissimus Pearson & Ow-Yang, 1982
- Haplorchis pumilio Looss, 1899
- Haplorchis sprenti Pearson, 1964
- Haplorchis taichui Nishigori, 1924
- Haplorchis vanissimus Africa, 1938
- Haplorchis wellsi Pearson, 1964
- Haplorchis yokogawai Katsuta, 1932

H. taichui, H. pumilio, H. yokogawai und H. vanissimus sind humanpathogen. Infektionen kommen vor allem in Südostasien sowie Ägypten vor. In der vietnamesischen Region Ninh Bình, wo viel roher Fisch verspeist wird, sind beim Karpfen sehr hohe Befallsraten mit Metazerkarien festgestellt worden.